# Parupeneus jansenii
Parupeneus jansenii (Bleeker, 1856) è un pesce appartenente alla famiglia Mullidae.

## Distribuzione e habitat
Proviene dall'est dell'oceano Pacifico, in particolare da Filippine, Indonesia e Nuova Guinea. Nuota fino a 48 m di profondità.

## Descrizione
Presenta un corpo leggermente compresso sull'addome, con il dorso curvo; è leggermente più slanciato di molte altre specie appartenenti al genere Parupeneus. La lunghezza massima registrata è di 25 cm. La colorazione è rossa pallida con sfumature giallastre sul dorso, mentre è bianca sul ventre. I barbigli sono bianchi.
Può essere confuso con Parupeneus heptacanthus.